# Cesare Bernieri
Cesare Bernieri (Torino, ... – Torino, post 1887) è stato un patriota, pittore e fotografo italiano.

## Biografia
Si hanno poche notizie sulla vita di questo patriota torinese amico di Giuseppe Garibaldi e seguace di Giuseppe Mazzini.
Emigrato per motivi politici in Inghilterra, il 28 febbraio 1859, a Londra, sottoscrisse il manifesto mazziniano "Pensiero e azione" rivolto agli italiani con lo scopo di "iniziare popolarmente la lotta in nome e per conto della Nazione"; tra i vari firmatari figuravano Aurelio Saffi, Francesco Crispi, Rosalino Pilo e Antonio Mosto.
Partecipò alla II guerra di Indipendenza del 1859 arruolato tra le file dei Cacciatori delle Alpi e nel 1860, con il grado di maggiore di Stato Maggiore, seguì nuovamente Garibaldi nella campagna dell'Italia meridionale.
Iscritto alla loggia massonica Dante Alighieri di Torino, tra gli altri affiliati vi erano Giuseppe Avezzana e Giuseppe Garibaldi, il 30 aprile 1860 fu promosso "maestro".
Il 28-29 marzo 1861 partecipò al viaggio a Caprera da Giuseppe Garibaldi organizzato dallo scrittore Franco Mistrali con lo scopo di invitare l'eroe a riprendere la lotta per l'Unità d'Italia. Tra i trenta partecipanti vi erano Carlo Comaschi, Luigi Cingia, Antonio Frigerio, Faustino Tanara e Adolfo Wolf. Bernieri lesse il discorso già preparato e presentò a Garibaldi le persone presenti divise nelle tre categorie dei rappresentanti di associazioni operaie, volontari dell'esercito meridionale e privati cittadini.

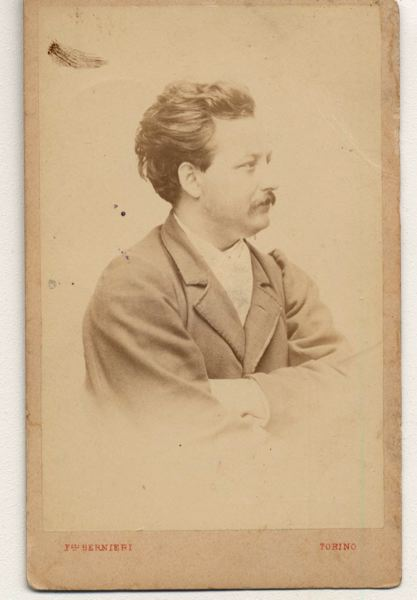
Luigi Bernieri

Con lo scoppio della III guerra di Indipendenza del 1866, Bernieri fu nominato maggiore comandante il 4º battaglione del 2º Reggimento Volontari Italiani comandato dal tenente colonnello Pietro Spinazzi. Operò a Cima Rest di Magasa alla testa di una colonna di garibaldini intenta all'assedio del Forte d'Ampola e successivamente prese parte alla liberazione di Campi, la piccola frazione di Riva del Garda il 25 luglio. A guerra finita fu decorato con una menzione onorevole “per attività e zelo dimostrato durante la campagna”.
Nel 1867 seguì nuovamente Garibaldi nella campagna dell'Agro Romano combattendo nella battaglia di Mentana come comandante del 20º battaglione nella sesta colonna comandata da Augusto Elia. Il 17 ottobre 1871 Cesare Bernieri scrivendo all'avvocato Carlo Battaglini, residente a Lugano, dichiarava di aver ricevuto dallo stesso e per commissione di Agostino Bertani, medico e deputato del Regno, la maschera in gesso di Carlo Cattaneo.

## IL fotografo prediletto di Garibaldi, Mazzini, re e regine

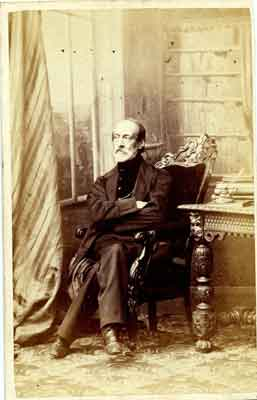
Mazzini ritratto da Cesare Bernieri nel 1861 ca.

Della sua attività di fotografo cogliamo alcune interessanti informazioni da un approfondito studio di Claudia Cassio sui fotografi piemontesi dell'Ottocento.
Le prime notizie documentate del lavoro dei fratelli Bernieri è attestato fin dal 1853 come risulta da un articolo della "Gazzetta Piemontese". Cesare era un perfezionista riconosciuto a livello internazionale del ritratto e nel 1850-1851 aveva dipinto Vittorio Emanuele II in un ovale ad olio.
Nel novembre del 1861 aprì, con il fratello Luigi, uno studio fotografico a Torino in via della Rocca 8, all'inaugurazione era presente Giuseppe Garibaldi che per l'occasione fu ritratto in posa da Cesare. Precedentemente Cesare era stato miniatore e direttore di uno studio a Londra, ove ebbe modo fi frequentare assiduamente Giuseppe Mazzini e altri patrioti colà rifugiatisi. Perfezionò ulteriormente la sua arte ritrattistica a Londra come direttore di uno studio fotografico della regina Vittoria del Regno Unito.
Tra i più illustri personaggi da lui ritratti compare il principe Oscar II di Svezia e Norvegia; Maria Pia di Savoia, figlia di Vittorio Emanuele II, e del re Luigi del Portogallo, prima delle loro nozze, e infine Giuseppe Mazzini. Anche i patrioti italiani entrarono nello studio Bernieri come Francesco Dall'Ongaro, Rosalino Pilo e Carlo Buffa conte di Pannero o il compositore Giorgio Miceli.
Nel 1864 i fratelli Bernieri realizzarono l'album della Corte dei Savoia; in quell'occasione il re Vittorio Emanuele II conferì a Cesare il titolo onorifico di "Cavaliere del Regno".
Nel 1867 Cesare partecipò all'esposizione universale di Parigi ove, tra l'altro, presentò la sua recente realizzazione fotografica consistente in 20 immagini che riproducevano i quadri di Massimo d'Azeglio. L'album è costituito da venti stampe all'albumina da lastre di grande formato.
A Bernieri si deve anche l'importante lavoro di documentazione del cantiere per la costruzione del Canale Cavour.
Si pensa che cessò l'attività di fotografo verso il 1870 in quanto, in quell'anno, il suo studio figurava gestito dal fotografo Le Liure.

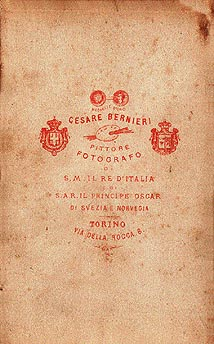
Retro di una fotografia dei fratelli Bernieri